# Simon Wincer
Simon Wincer (nascut el 1943) és un director i productor australià de cinema i televisió. Va assistir a la Cranbrook School, Sydney, de 1950 a 1961. En sortir de l'escola, va treballar com a maquinista a TV Station Channel. 7 A la dècada de 1980 havia dirigit més de 200 hores de televisió. El 1986, va dirigir la telemovie The Last Frontier i també va guanyar un Christopher Award. També va dirigir la pel·lícula familiar de 1993 Allibereu Willy.

## Filmografia

### Cinema
| Any  | Títol                         | Director | Productor | Guionista |
| ---- | ----------------------------- | -------- | --------- | --------- |
| 1979 | Snapshot                      | Sí       | No        | No        |
| 1980 | Harlequin                     | Sí       | No        | No        |
| 1983 | Phar Lap                      | Sí       | No        | No        |
| 1985 | D.A.R.Y.L.                    | Sí       | No        | No        |
| 1987 | Genets de llegenda            | Sí       | Sí        | No        |
| 1990 | Un vaquer sense rumb          | Sí       | No        | No        |
| 1991 | Dos homes durs                | Sí       | No        | No        |
| 1993 | Allibereu Willy               | Sí       | No        | No        |
| 1994 | Lightning Jack                | Sí       | Sí        | No        |
| 1995 | Operation Dumbo Drop          | Sí       | No        | No        |
| 1996 | The Phantom                   | Sí       | No        | No        |
| 2001 | Cocodril Dundee a Los Angeles | Sí       | No        | No        |
| 2003 | The Young Black Stallion      | Sí       | No        | No        |
| 2011 | The Cup                       | Sí       | Sí        | Sí        |

### Televisió
| Any       | Títol                                    | També acreditat com a | També acreditat com a | També acreditat com a | Episodi(s)                                   |
| Any       | Títol                                    | Productor             | Guionista             | Altres                | Episodi(s)                                   |
| --------- | ---------------------------------------- | --------------------- | --------------------- | --------------------- | -------------------------------------------- |
| 1971–1975 | Matlock Police                           | No                    | Sí                    | N/D[I]                | 17 episodis                                  |
| 1972      | Division 4                               | No                    | No                    | N/D                   | 15 episodis                                  |
| 1973      | Ryan                                     | No                    | No                    | N/D                   | 4 episodis                                   |
| 1974–1976 | Homicide                                 | No                    | No                    | N/D[I]                | 5 episodis                                   |
| 1975      | Cash and Company                         | No                    | No                    | N/D                   | 4 episodis                                   |
| 1976      | The Sullivans                            | No                    | No                    | N/D                   | 4 episodis                                   |
| 1976      | The Lost Islands                         | No                    | No                    | N/D                   | 1 episodi                                    |
| 1976      | Tandarra                                 | No                    | No                    | N/D                   | 7 episodis                                   |
| 1976      | The Box                                  | No                    | No                    | N/D                   | 1 episodi                                    |
| 1976      | The Haunting of Hewie Dowker             | No                    | No                    | N/D                   | Telefilm                                     |
| 1977–1978 | Chopper Squad                            | No                    | Sí                    | N/D                   | 5 episodis                                   |
| 1977–1980 | Young Ramsay                             | No                    | No                    | N/D                   | 5 episodis                                   |
| 1978      | Against the Wind                         | No                    | No                    | N/D                   | Minisèrie (co-dirigida amb George T. Miller) |
| 1979      | Skyways                                  | No                    | No                    | N/D                   | 2 episodis                                   |
| 1979–1980 | Prisoner: Cell Block H                   | No                    | No                    | N/D                   | 4 episodis                                   |
| 1979      | Bailey's Bird                            | No                    | No                    | N/D                   |                                              |
| 1986      | Walt Disney's Wonderful World of Color   | No                    | No                    | N/D                   | 1 episodi                                    |
| 1986      | The Last Frontier                        | No                    | No                    | N/D                   | Telefilm                                     |
| 1988      | Bluegrass                                | No                    | No                    | N/D                   | Telefilm                                     |
| 1989      | Lonesome Dove                            | No                    | No                    | N/D                   | Minisèrie                                    |
| 1992–1993 | The Young Indiana Jones Chronicles       | No                    | No                    | N/D                   | 6 episodis                                   |
| 1997      | Flash                                    | No                    | No                    | N/D                   | Telefilm                                     |
| 1998      | Escape: Human Cargo                      | No                    | No                    | N/D                   | Telefilm                                     |
| 1998      | The Echo of Thunder                      | No                    | No                    | N/D                   | Telefilm                                     |
| 1998      | Murder She Purred: A Mrs. Murphy Mystery | No                    | No                    | N/D                   | Telefilm                                     |
| 1999      | P.T. Barnum                              | No                    | No                    | N/D                   | Telefilm                                     |
| 2001      | Crossfire Trail                          | Sí                    | No                    | N/D                   | Telefilm                                     |
| 2001      | Ponderosa                                | No                    | No                    | N/D                   | 1 episodi                                    |
| 2003      | Monte Walsh                              | No                    | No                    | N/D                   | Telefilm                                     |
| 2005      | Into the West                            | No                    | No                    | N/D                   | Minisèrie                                    |
| 2008      | Comanche Moon                            | No                    | No                    | N/D                   | Minisèrie                                    |

^  I Acreditat com a assistent de director

## Premis i nominacions
| Any  | Premi                                                       | Obra | Categoria                                                 | Resultat  | Referències |
| ---- | ----------------------------------------------------------- | --- | --------------------------------------------------------- | --------- | ----------- |
| 1980 | Premis AACTA                                                | Harlequin | Millor director                                           | Nominat   |             |
| 1980 | XIII Festival Internacional de Cinema Fantàstic i de Terror | Harlequin | Premi del jurat de la crítica                             | Guanyador |             |
| 1983 | Australian Film Institute Award                             | Phar Lap | Millor director                                           | Nominat   |             |
| 1989 | Premis Primetime Emmy                                       | Lonesome Dove | Direcció destacada d'una minisèrie o un especial          | Guanyador |             |
| 1990 | Directors Guild of America Award                            | Lonesome Dove | Assoliment destacat de la direcció en especials dramàtics | Nominat   |             |
| 2002 | Western Heritage Awards                                     | Crossfire Trail (compartit amb Michael Brandman, Tom Selleck, Thomas John Kane, Steven J. Brandman, Charles Robert Carner i Virginia Madsen) | Millor llargmetratge de televisió                         | Guanyador |             |
| 2005 | Online Film & Television Association Award                  | Into the West (compartit amb Robert Dornhelm, Sergio Mimica-Gezzan, Jeremy Podeswa, Timothy Van Patten i Michael W. Watkins)                 | Millor direcció de pel·lícula minisèrie                   | Guanyador |             |